# Josef Čapek (festő)

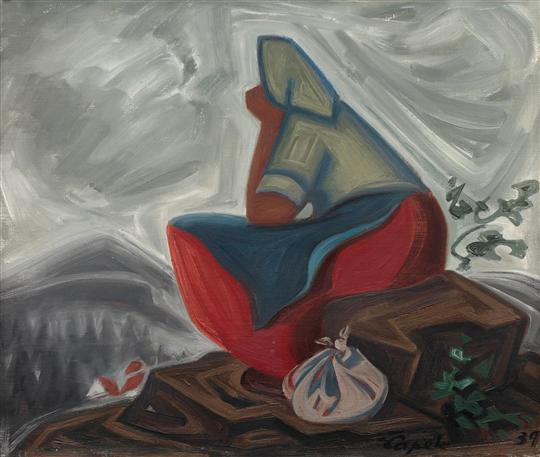
Honvágy

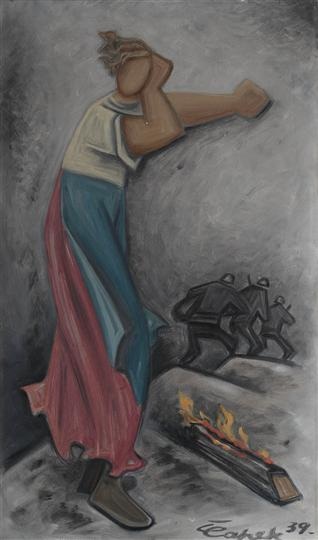
Tűz

Josef Čapek (Hronov, Osztrák–Magyar Monarchia, 1887. március 23. – Bergen-belseni koncentrációs tábor, 1945. április) cseh kubista festő, grafikus, karikaturista, díszlettervező, újságíró, műkritikus, író. Az egyik legsokoldalúbb cseh művész, Karel Čapek író bátyja.

## Életpályája
Malé Svatoňovicében és Úpicében járt iskolába, Vrchlabíban tanulta a szövő szakmát a német szakiskolában. Lakatosként dolgozott egy szövőgyárban, és 1904-ben kezdte meg tanulmányait Prágában, az Iparművészeti Főiskolán. 1910–1912-ben Párizsban tanult öccsével, Karellel. Gyenge látása miatt nem hívták be katonának az első világháború idején. 
1918-ban Tvrdošíjné nevű művészcsoportot hozott létre Jan Zrzavyvel, Václav Spálával, Rudolf Kremlickával. Az expresszionista kezdetek után sajátos, egyéni kubista stílust alakított ki. Az 1920-as években alkotásai már gyakrabban tartalmaztak társadalmi és politikai mondanivalót, és ez a tendencia az 1930-as években még tovább erősödött. Monumentális életképeivel, karikatúráival tiltakozott a fasizmus és háború ellen. 1918–20-ban Národní Listy, 1920–1939-ig Lidové noviny szerkesztője. Színházaknak készített díszleteket, könyvborítókat tervezett, öccsével, Karellel színműveket írt.  
A Prágát megszálló németek 1939. szeptember 1-jén letartóztatták politikai elkötelezettsége miatt, és Dachauba, majd Buchenwaldba vitték. A bergen-belseni koncentrációs táborban halt meg 1945 áprilisában tífuszban. Nem érte meg a háború végét és a tábor felszabadítását. A koncentrációs táborokban írt költeményeit és aforizmagyűjteményét posztumusz adták ki.

## Írásai
- Kulhavý poutník
- Povídání o pejskovi a kočičce
- Stín kapradiny
- Psáno do mraku
- Básně z koncentračního tabora

### Karel öccsével együtt írta
- Lásky hra osudná
- Zářivé hlubiny
- Krakonošova zahrada
- Ze života hmyzu
- Adam stvořitel
- Pohádka poštácká

## Magyarul
- Történetek a kutyusról meg a cicusról. A gyermekek számára írta és rajzolta Josef Čapek; ford. Zádor Margit; Szlovákiai Szépirodalmi Kiadó, Bratislava, 1960
- Josef Čapek–Karel Čapek: A férgek életéből; Színháztudományi Intézet, Bp., 1963 (Világszínház)
- Egy híján egy tucat mese és ráadásul egy Josef Čapektól; ford. Zádor Margit, ill. Josef Čapek; SVKL, Bratislava, 1964
- Árnyak között. Kisregény; ford. N. László Endre; Tatran–Európa, Bratislava–Bp., 1966
- Történetek a kutyusról meg a cicusról, hogyan gazdálkodtak és még sok más egyébről; ford. Zádor Margit, ill. Josef Čapek; Móra–Mladé letá, Bp.–Bratislava, 1969
- Josef Čapek–Karel Čapek: Két komédia / A rovarok életéből; ford. Hosszu Ferenc / Ádám, a világteremtő; ford. Hap Béla; Európa, Bp., 1976
- A Sánta Vándor; ford. Mayer Judit; Madách–Európa, Bratislava–Bp., 1987

## Galéria

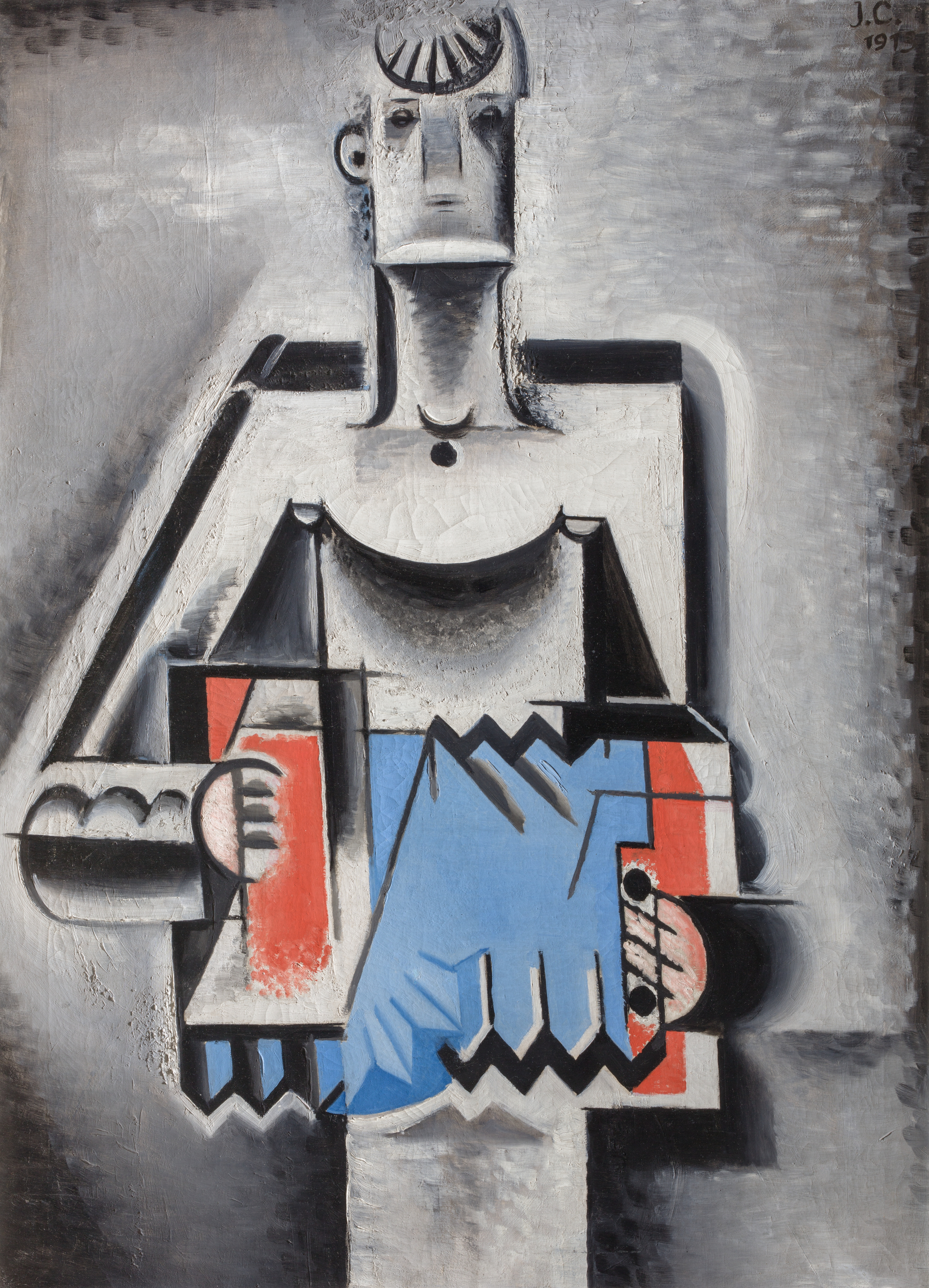
Harmonikás
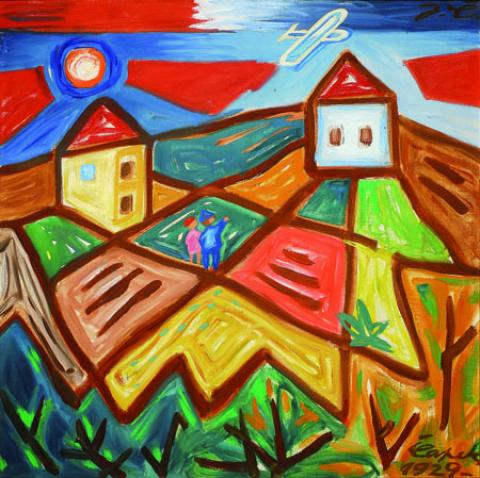
Síkság
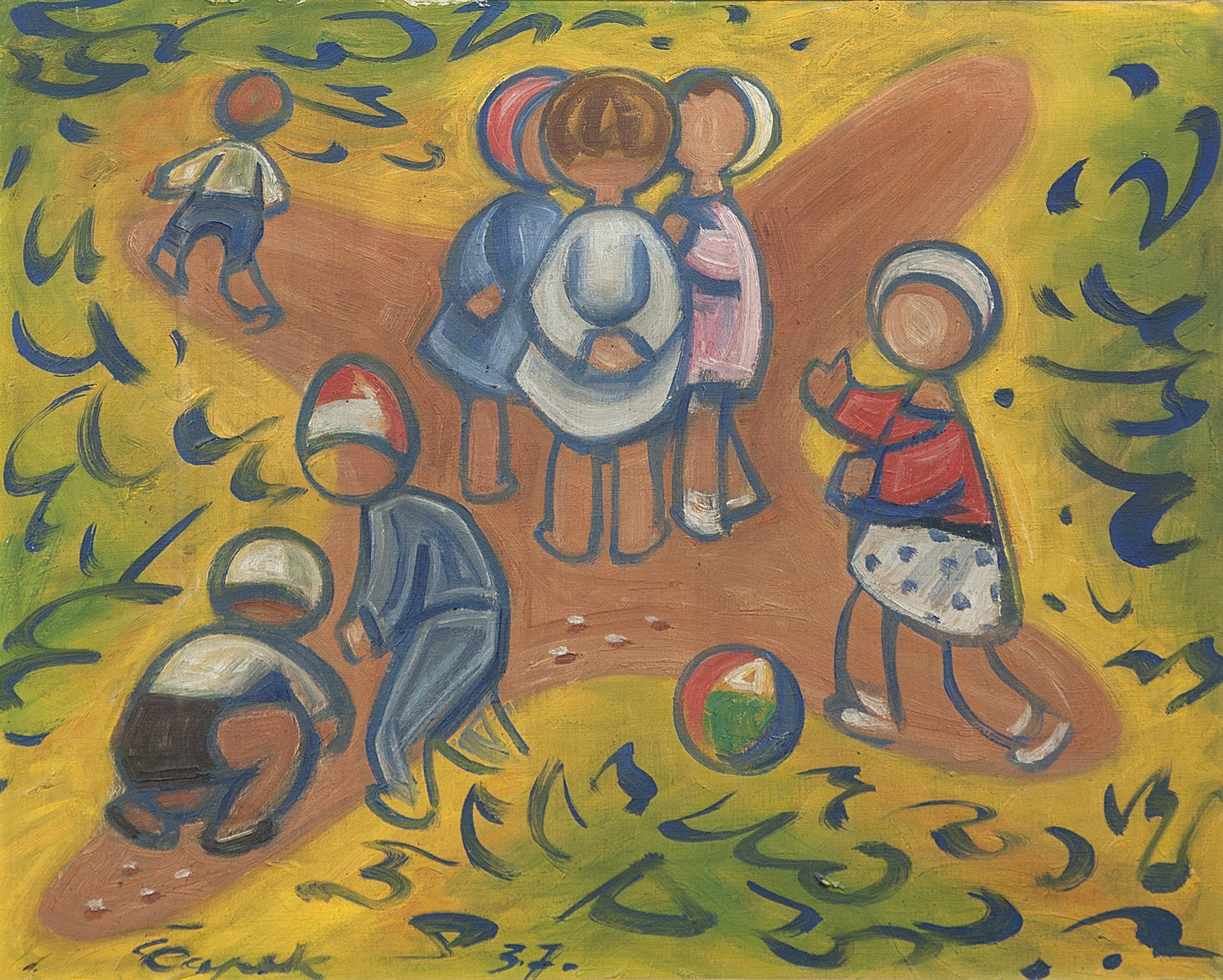
Játék
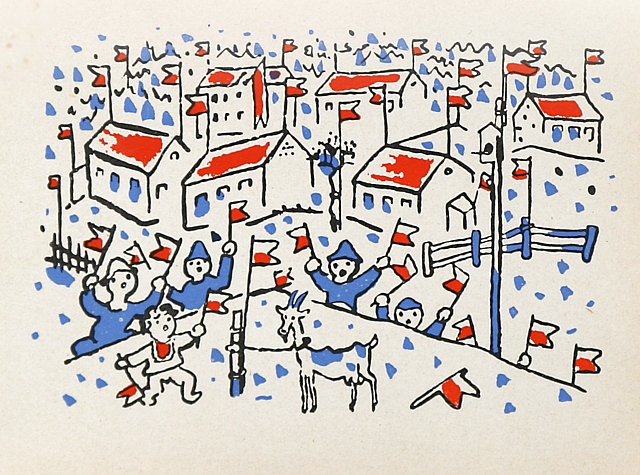
Fiúk és a kecske
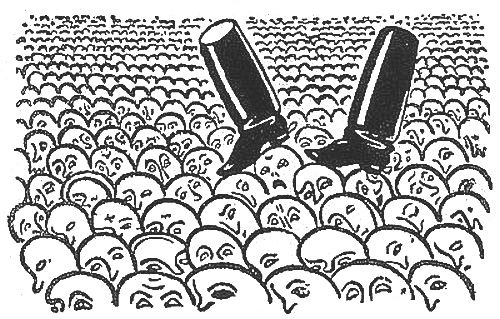
A diktátor csizmája
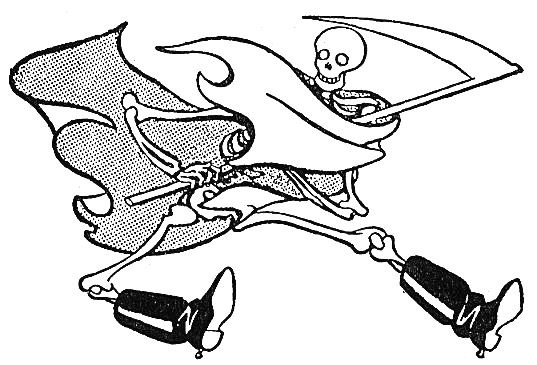
A diktátor csizmája